# Broussonetia papyrifera
La morera del papel o mora turca (Broussonetia papyrifera), es una especie de la familia Moraceae, nativa de Asia oriental y cultivada en el Extremo Oriente (China, Japón, Indochina) desde hace siglos para su utilización en la fabricación de papel.

## Descripción
Árbol dioico caducifolio que puede alcanzar los 15 m de altura.
 Las hojas  varían de forma (incluso en la misma rama), simples, ovadas y cordiformes a profundamente lobuladas (las lobuladas aparecen más frecuentemente en ejemplares jóvenes de rápido crecimiento), de 7 a 20 cm de largo, haz áspero y envés velloso con márgenes finamente aserrados.
Las flores masculinas (estaminíferas) nacen en una inflorescencia de forma oblonga y las femeninas (pistiladas) en una globular. En verano, las inflorescencias femeninas se convierten en una fruta comestible, dulce y jugosa (pero demasiado frágil para comercializar) de color naranja rojizo de entre 3 a 4 cm de diámetro, que constituye una importante fuente de alimentación para la fauna silvestre.

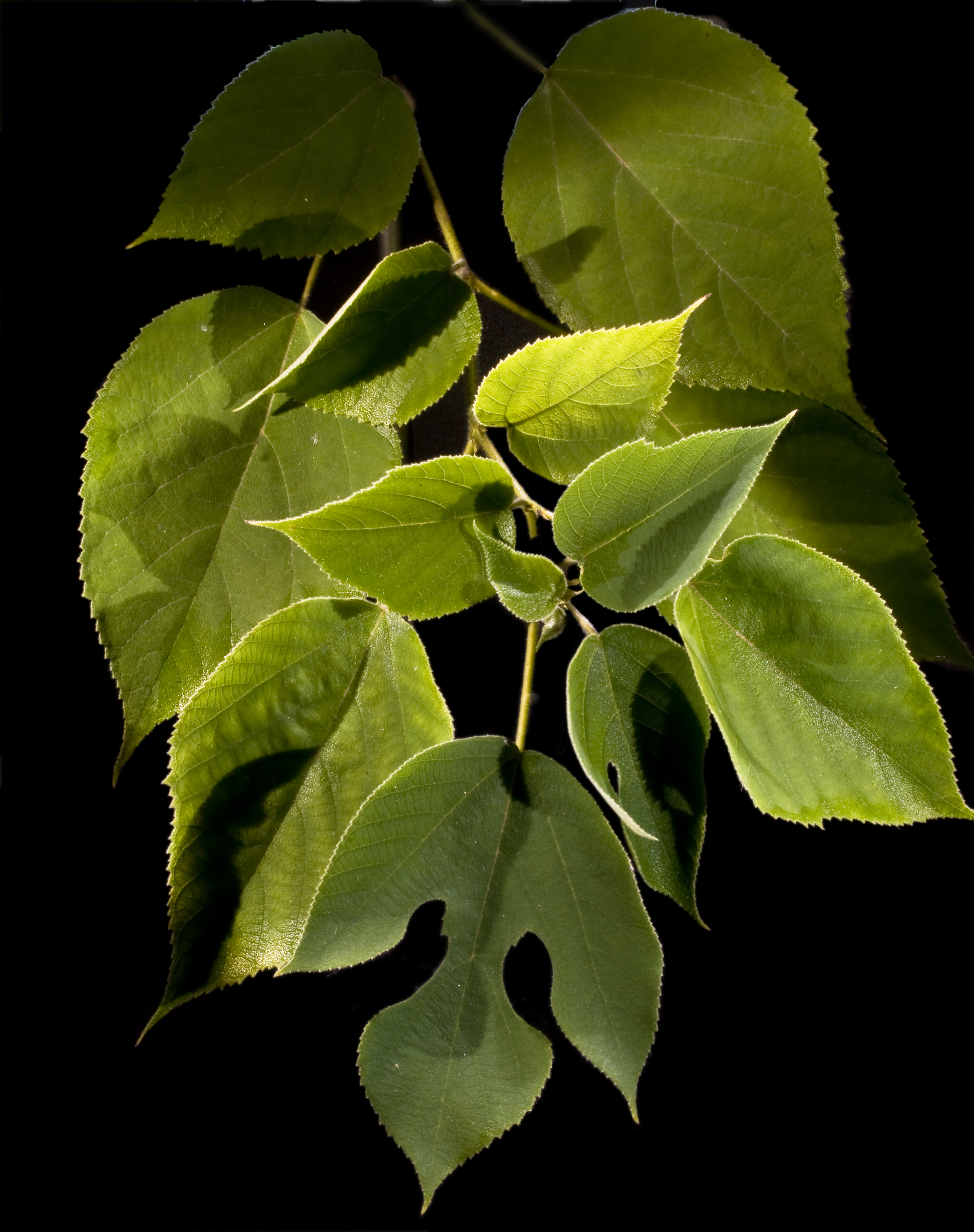
Las hojas.
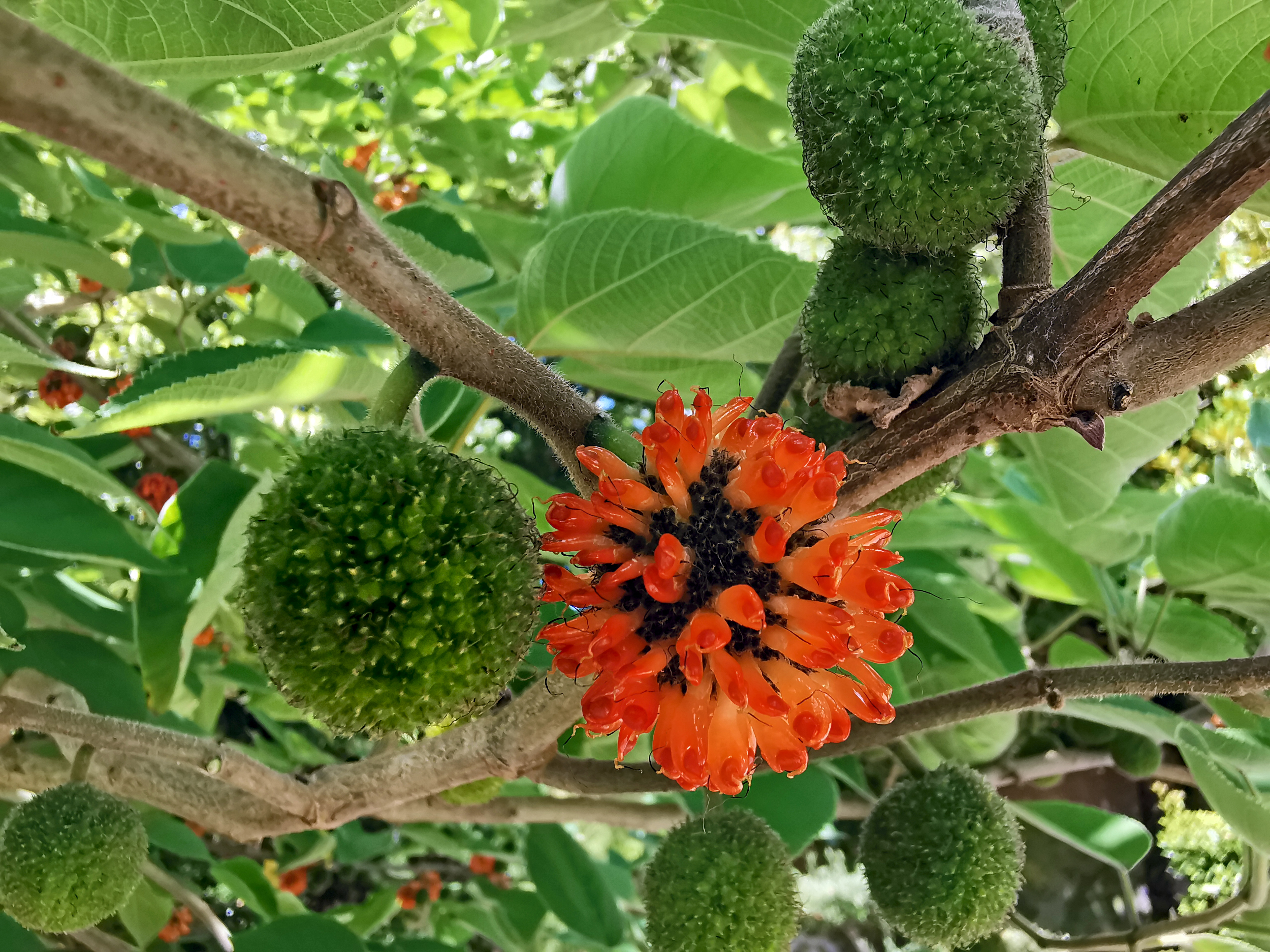
Frutos maduros e inmaduros.
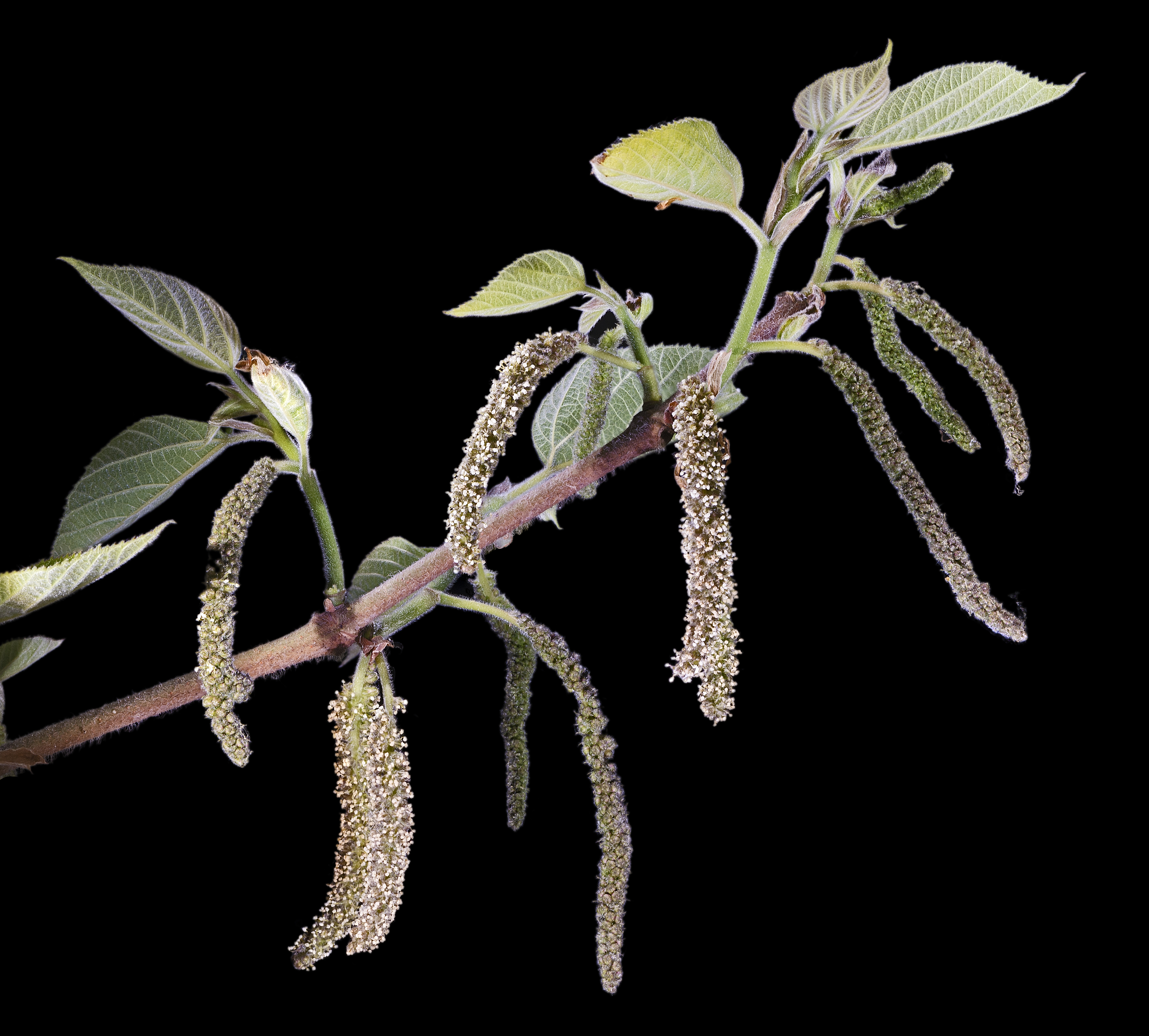
Las flores masculinas.
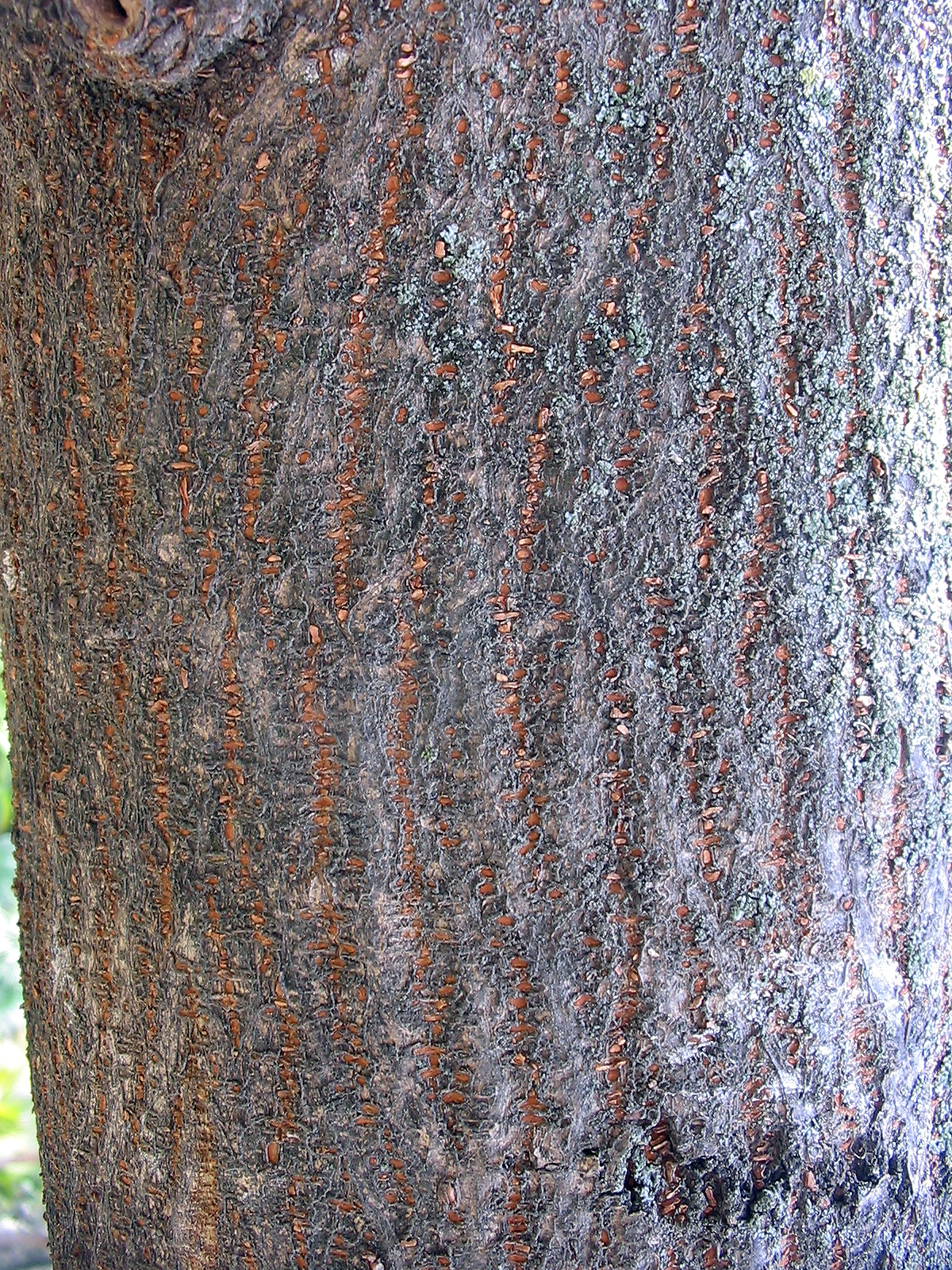
La corteza.

## Especie invasiva
El rápido crecimiento de esta morera, introducida en áreas no nativas, puede desestabilizar rápidamente el hábitat de la zona convirtiéndose en una especie altamente invasiva para el ecosistema. Esto ha ocurrido en muchos lugares incluso partes de América Latina, Estados Unidos y Asia del Sur, y es particularmente visible en los alrededores de Islamabad, donde tras ser introducida por su valor paisajista, está ahora suplantando la flora nativa a una alarmante velocidad debido a sus altas necesidades hídricas, lo cual resta agua a la flora autóctona. Su sistema radicular pese a ser muy extensivo es bastante superficial, lo que la hace propensa a ser abatida por fuertes vientos.

## Usos
Los brotes y las hojas tiernas se usan para alimentar a los ciervos.
En las islas Fiyi, donde esta especie fue introducida durante los viajes migratorios, la corteza se usa para elaborar tejidos llamados "masi", se tiñe y decora con motivos tradicionales y se confecciona ropa utilizada durante muchas ceremonias, incluidas bodas, funerales y nacimientos.

### Papel
La corteza está compuesta por fibras muy fuertes de la cual se extraen fibras de características morfológicas parecidas a las del lino y cáñamo, por lo que se utiliza para fabricar papel de alta calidad, especialmente hecho a mano.
En el año 105 d. C., el señor T'sai Lun, que era un empleado del emperador chino Ho Ti, fabricó por primera vez un papel, desde una pasta vegetal a base de fibras de caña de bambú, morera y otras plantas, dando origen al papel que conocemos hoy. T'sai Lun emprendió esta tarea siguiendo órdenes expresas del emperador, quien le ordenó buscar nuevos materiales para escribir sobre ellos. Durante 500 años la técnica de la elaboración del papel perteneció sólo a los chinos, quienes la guardaron celosamente durante ese largo período.

## Nombres comunes
- moral de la China, morera de papel, papelero de China.[3]